# Строкатий тиран
Строкатий тиран (Myiodynastes) — рід горобцеподібних птахів родини тиранових (Tyrannidae). Представники цього роду мешкають в Америці.

## Таксономія і систематика
Молекулярно-генетичне дослідження, проведене Телло та іншими в 2009 році дозволило дослідникам краще зрозуміти філогенію родини тиранових. Згідно із запропонованою ними класифікацією, рід Строкатий тиран (Myiodynastes) належить до родини тиранових (Tyrannidae), підродини тиранних (Tyranninae) і триби Tyrannini.

## Види
Виділяють п'ять видів:
- Тиран масковий (Myiodynastes hemichrysus)
- Тиран смугастоволий (Myiodynastes chrysocephalus)
- Тиран чорнолобий (Myiodynastes bairdii)
- Тиран жовточеревий (Myiodynastes luteiventris)
- Тиран смугастий (Myiodynastes maculatus)

## Етимологія
Наукова назва роду Myiodynastes походить від сполучення слів дав.-гр. μυια — муха і δυναστης — правитель.